# 김태용 (1987년)
김태용(1987년 3월 20일 ~)은 대한민국의 영화 감독이자 각본가이다. 2010년 《얼어붙은 땅》으로 제 63회 칸국제영화제 시네파운데이션부문에 초청되며 국내 최연소로 칸 영화제에 진출했고, 2011년 《복무태만》으로 제 10회 미쟝센 단편 영화제 비정성시부문 최우수작품상을 수상하며 자신의 이름을 알리기 시작했다. 

## 학력
- 세종대학교 영화예술학과

## 작품활동
- 2008년 《똥파리》 - 제작부
- 2008년 《고갈》 - 조연출
- 2010년 《얼어붙은 땅》 - 연출, 각본 (제63회 칸 국제영화제 시네파운데이션 부문 진출)
- 2011년 《복무태만》 - 편집, 연출, 각본
- 2012년 《밤벌레》 - 연출, 각본
- 2012년 《도시의 밤》 - 연출, 각본
- 2013년 《인생은 새옹지마》 - 연출, 각본
- 2013년 《서울연애》 - 연출, 각본
- 2013년 《춘곤증》 - 연출
- 2014년 《원나잇온리》 - 연출
- 2014년 《거인》 - 연출, 각본
- 2015년 《여교사》 - 연출, 각본

## 수상
- 2010년 제11회 전주국제영화제 한국단편경쟁부문 이스타항공상
- 2011년 제10회 미쟝센 단편 영화제 비정성시부문 최우수작품상
- 2014년 제19회 부산국제영화제 시민평론가상
- 2015년 제35회 한국영화평론가협회상 신인감독상
- 2015년 제36회 청룡영화상 신인감독상